# 保罗·奥格佐
保罗·奥格佐（德語：Paul Ogorzow，1912年9月29日—1941年7月26日）是德国連環殺手、强奸犯，他被人称为“城市快铁杀手“（the s-bahn murderer），在1940年10月至1941年7月间连续杀害8名女性。
第二次世界大战期间，奥格佐任职于德意志国铁路，在柏林城市快鐵系统中的通勤铁路部门工作。战争期间，为尽量减少盟军空袭所造成的破坏，柏林城中的燈火管制是常态，而奥格佐便利用这一条件在9个月的时间内连续犯下针对女性的强奸案以及谋杀案。奥格佐最终被刑警逮捕，于普洛岑湖监狱被处决。

## 背景

### 早年生活
此人生于德意志帝國東普魯士muntowen（现属于波兰）的一个村庄，是一个名叫marie saga的农场工人的私生子。Saga的父亲随后为自己的这个孙子填写了出生证明，证明上的名字为paul saga   。1924年，12岁的saga被一个来自哈弗尔兰县的农夫johann ogorzow收养，后来paul改姓orgozow并移居到了柏林附近的瑙恩。起初保罗·奥格佐在他的养父的农场做工，之后在哈弗尔河畔勃兰登堡的一家铸铁厂找到了工作。

### 成年生活
奥格佐于1931年加入纳粹党，次年加入纳粹党准军事组织冲锋队。在1933年纳粹夺权后，奥格佐在党内的晋升速度并不快，直到他因犯罪被捕时，他也只是一个親衛隊小隊領袖。
1934年，奥格佐成为了德意志国铁路的一名铺轨工人并在组织中稳步晋升，最终成为了柏林-魯梅爾斯堡火车站（位于柏林市东郊，靠近卡尔斯霍斯特）的一名信号员。卡尔斯霍斯特也是后来奥格佐的主要犯罪区域。
1937年，奥格佐与一个名叫gertrude ziegelmann的女售货员结婚，此人比奥格佐年长两岁。二人婚后育有一儿一女。起初，二人及其子女与奥格佐的母亲一起住在柏林市的laubenviertel区，这一区域的民房基本都是分配住所、公寓楼以及棚屋，居民基本均为工人阶级。后来这一家又搬到了位于卡尔斯霍斯特郊区的另一座公寓楼中，此处接近奥格佐的工作地点。别人经常看到奥格佐陪自己的孩子玩并在自家附近的花园中逗留，还在后院里照顾一个小樱桃果园。后来，在对奥格佐的审判中，他的妻子表示丈夫经常表现出暴力倾向以及施虐倾向，并不断地无端指责妻子对自己不忠。
奥格佐每天都去上班，交通方式不是坐火车、走路就是骑自行车。总的来说，他的同事们对他的看法还不错，同事们都觉得他可靠且工作能力强。奥格佐经常能同时操作信号灯以及电报机。尽管他经常在zobtener路附近的区域工作，但他还是经常接到要求他前往快速铁路的路线沿途的各个地点的任务，并且一直都穿着制服。

## 罪行

### 早期罪案
奥格佐在被捕后向警方详细地讲述了他的犯罪细节，这也让警方能够更加准确地重构他的罪行。1939年八月末，奥格佐在与家人一同住在卡尔斯霍斯特时就已经犯下多起暴力袭击案件，他在柏林的腓特烈斯费尔德地区随机挑选受害者进行性侵犯与强奸，受害者数量达到几十人  。当时该区域内的居民主要是丈夫在第二次世界大战期间被征召的独居家庭妇女。正是这些防御力低下的妇女成为了受害者群体。在这一地区发生的有警方记录的性侵与强奸案就达到了31起，后来证明全部与奥格佐有关。在施暴过程中，奥格佐会令受害人窒息或是用刀进行威胁，或者用钝器击打，所有受害人都声明，袭击者穿着铁路工人制服  。
也就是在这一阶段，奥格佐开始试图杀害其中一些受害人，但无一成功。在1939年8月至1940年7月间，奥格佐袭击并捅伤了3名女性，三人后来均痊愈并成为证人。1940年8月，奥格佐在柏林快速铁路列车内强奸一名女性，随后用钝器将其击伤，受害者之所以能生还，只是因为奥格佐以为失去意识躺在地上的她已经死了。1939年9月的另一次杀人未遂的受害者不仅逃过了被扼杀的命运而且还在被从行进中的列车上抛下后生还。奥格佐后来在一个快铁车站再次试图实施强奸时遭到了又一次挫败，这次是因为他没注意到受害人的丈夫和丈夫的兄弟也在场，受害人的家人在听到她的尖叫声后救走了她。这次奥格佐在被暴打后成功脱逃。在这次千钧一发的经历过后，奥格佐改变了犯罪手法，随后的所有受害人也正是均死于新手段。

### 谋杀
1940年10月，奥格佐重新开始犯案，这次他把犯罪地点集中在betriebsbahnhof-rummelsburg车站和friedrichshagen车站之间的那9公里长的铁道上。由于当时柏林城中实行灯火管制，所有列车客车车厢内部的照明都被关闭，奥格佐就埋伏在黑暗的空车厢中等待猎物到来。奥格佐所依仗的一大要素就是独自一人的女性乘客一般都不会对看起来像是要查票的铁路员工起疑。受害人一旦走神，奥格佐便开始施暴，他会用一根两英寸长的包铅粗電話線勒受害人，或是用钝器击打其头部。
奥格佐于1940年10月4日犯下第一起谋杀案，受害者是一位名叫gertrude“gerda”ditter的20岁女子，她当时已有两个孩子，而她的丈夫当时正在军队中服役。奥格佐在受害人位于柏林的家中将其捅死，受害人在案发前还以为二人要进行一场幽会。两个月后，奥格佐又杀了他的第二个和第三个受害者，12月4日晚上，他杀害了快铁乘客elfriede franke，他用一根铁棍击碎了受害人的头骨，随后将其尸体从快速行进的列车上扔了下去。就在杀害franke的不足一小时以后，奥格佐又在街上遇到了19岁的正在走路回家的irmagard freese，奥格佐随后实施强奸并用钝器杀害了freese。12月22日，铁路工人发现了奥格佐的第四位受害者奥格佐，Elizabeth bungener。当时她已被抛尸在铁道旁边。尸检表明她死于颅骨碎裂。
六天后，即1940年12月28日，警方在早上找到了gertrude siewert，她在被奥格佐袭击后被从列车上抛下，她已患上失溫症并经受了多处重伤，虽然被紧急送往医院，但她还是在第二天死亡。1941年1月5日，类似事件再次发生，一位名叫hedwig ebauer的已怀有5个月身孕的女子在快速铁路的轨道附近被发现。奥格佐没能成功勒死她，随后便把还活着的受害人抛下列车，向前一位受害者一样，ebauer当日便在医院中死亡，至死也未能恢复意识。
2月11日，奧格佐的第七位受害者johanna voigt（一名当时怀孕且已育有3个孩子的女子）的遗骸被发现。尸检表明，受害者死于钝器对头部的多次击打以及在被抛下列车后所受的伤。由于案情高度相似，所有7宗谋杀案均指向同一名凶手  。

## 调查
之前的两名在被强奸又被扔下列车的幸存者能够清楚描述遇袭细节，二人均表示行凶者是一名穿着黑色铁道工人制服的铁路员工。到了1940年12月，在其他案件事发后，警方开始寻找符合受害人描述的凶手。但是，当时納粹德國的所有国内新闻报道不是被各种政府部门高度控制就是遭到高度审查  ，对快铁杀手这类案件的报道在当局看来会破坏德国人民的战时士气。受約瑟夫·戈培爾领导的国民教育与宣传部是当时最主要的审查机构，该机构甚至向所有德国记者颁布了命令，限制他们对快铁杀手一案的报道。
另外，处在親衛隊高級突擊隊領袖wilhelm lüdtke管理下的柏林警方也不能公开地向群众征集相关线索，也不能警告民众在晚上乘列车出行有危险。Lüdtke只能派出他手下最好的探员来隐秘处理此案。截至1940年12月，警方已展开行动，柏林城中的8000名铁道工人中已有5000人接受了盘查  ，快铁周边地区的巡逻警力也达到此前的两倍。纳粹党还专门派出特别人员对在晚上乘车的独行女性进行贴身保护。一些乔装成女性的警方探员以及女性探员在二等客车中充当诱饵，试图直接抓住企图再次行凶的凶手。其他探员则装扮成铁道工人，在每一个车站，每一名乘客都遭到监视。奧格佐甚至自愿报名在夜间护送独行女子。
尽管付出大量警力，柏林刑警仅仅抓住了几个和案件无关的轻案犯。但警方的行动却打草惊蛇，奧格佐在犯下第七件谋杀案之后的5个月里未再犯案，最终，在1941年7月3日，他杀害了第八名也是最后一名受害者，35岁的frieda koziol。奧格佐的作案手段还是先奸后杀，用钝器击打至死，而案发地点也是他两年前开始进行性犯罪的腓特烈斯费尔德  。

## 逮捕和定罪
奧格佐曾经常向同事们表达自己的厌女情绪以及对杀戮的幻想，最终在他犯下最后一桩谋杀案后被调查人员锁定。一名同事向警方报告，奧格佐经常在工作期间爬到火车站的围墙之外，而奧格佐对此的解释则是他要翻墙去见一个丈夫在国防军中服役的有夫之妇  。
Wilhelm Lüdtke随后亲自检查了奧格佐的铁路工人制服，其上均有多处血迹，奧格佐随后于1941年7月12日被刑警逮捕。审讯过程极具恐吓意味，审讯室是一件仅有一个灯泡提供照明的小屋，警方找来幸存者与之对质，证物则是装在托盘里的数名被害人的头骨。奧格佐随后向Lüdtke认罪，但同时将自己的连环杀人罪行归咎于酗酒以及一名犹太医生未能治愈他的淋病。奧格佐在因谋杀而被起诉的前一天被开除了纳粹党籍 。
最终，奧格佐承认自己犯下8起谋杀罪、6起谋杀未遂以及31起包含强奸在内的袭击罪。7月24日，他很快在柏林地区高等法院被判处死刑，证据确凿且有8名目击证人在场。最后对他提出的起诉是暴力犯罪。随后，奧格佐被纳粹政权宣布为人民公敌，并于7月26日在plötzensee监狱被用斷頭台执行死刑。

## 影响

### 战时情况
历史学家roger moorhouse认为当时的柏林刑警在办案过程中受到了多方面的共同阻挠。首先，纳粹政府实行了严格的战时媒体审查制度，目的是避免恐慌的散播以及家园前线的士气遭受打击。如此限制也意味着每一桩案件的公开细节少之又少，极大地阻碍了案件的侦破。第二，由于当时正在发生的盟军针对德国首都的空袭，德方实行的燈火管制在一方面是避免重要目标受到空中打击的必要措施，而在另一方面则也为犯罪行为提供了有利条件。奧格佐本人便是利用了灯火管制来跟踪并杀害受害者，最后还能在黑暗的掩护下逃离一切监控。

### 快铁的运行
柏林快铁在当时的安全条件不佳，这也就意味着柏林刑警需要处理的意外死亡尸体数量极大，既有死于铁路意外事故的人，也有死于盟军空袭的人，这也造成了法医部门的案件积压，警方以及城市医疗服务也经受着极大压力。

### 纳粹主义教条
纳粹主义的官方意识形态包括反犹太主义、仇外情绪以及德意志人种的优越性理论，调查此类案件也就意味着承认一些种族概念上的“德意志人”（或称雅利安人）会犯下如此恶劣的罪行。这类案件的最初怀疑对象往往都是在铁路系统附近的大量工厂中工作的外籍强制劳工（其中主要是波兰战俘）。尽管证据不足，但出于意识形态原因，当地的一些犹太人也经常被想当然地和谋杀扯上关系。在很多案件中，幸存者往往最终会指认出凶手是德意志人，然而有时犯案者是纳粹党老党员或是冲锋队老成员的事实又会影响判案。